# Leptopsilopa varipes
Leptopsilopa varipes är en tvåvingeart som först beskrevs av Daniel William Coquillett 1900. Leptopsilopa varipes ingår i släktet Leptopsilopa, och familjen vattenflugor. Inga underarter finns listade i Catalogue of Life.